# هگزاهیدروکسی-۳٬۲-نفتالن‌دیون
هگزاهیدروکسی-۳،۲-نفتالن‌دیون (به انگلیسی: Hexahydroxy-2,3-naphthalenedione) با فرمول شیمیایی C۱۰H۶O۸ یک ترکیب شیمیایی با شناسه پاب‌کم ۹۸۱۶۴۶۹ است. که جرم مولی آن ۲۵۴٫۱۵ g/mol می‌باشد. 